# Andrea Montovoli
Andrea Montovoli (Porretta Terme, 12 marzo 1985) è un attore italiano.

## Biografia
Nasce a Porretta Terme, sull'Appennino bolognese, nel 1985. La sua carriera professionale inizia nel 2003 come attore teatrale; nel 2006 debutta al cinema con il film Uno su due di Eugenio Cappuccio e in televisione nella miniserie Quo vadis, baby? di Gabriele Salvatores e Guido Chiesa.
Nel 2009 partecipa alla quinta edizione del programma televisivo Ballando con le stelle, dove arriva in finale classificandosi al secondo posto. L'anno seguente interpreta l'antagonista di Raoul Bova in Scusa ma ti voglio sposare di Federico Moccia. Successivamente è protagonista di Piazza Giochi (2010), Il ritmo della vita (2010), Una canzone per te (2010), Balla con noi (2011) e Poker Generation (2012).
Nel 2014 riceve il "premio internazionale Vincenzo Crocitti" al Teatro Quirino di Roma. 
Partecipa nel 2015 alla decima edizione del reality show L'isola dei famosi di Canale 5, venendo eliminato in semifinale con il 69% dei voti. Nello stesso anno è nel cast di Infernet, dove interpreta Paolo, un pubblicitario omosessuale vittima di un pestaggio da parte di una baby-gang.
Nel mese di maggio 2017 viene scelto da Triumph per il Talisker Journey, un viaggio in moto che ha come destinazione la distilleria scozzese Talisker, sull'isola di Skye, in Scozia. Tra il 2017 e il 2018 interpreta il ruolo di Saverio Biagi nella fiction di Canale 5 Sacrificio d'amore.	
Nel 2018 prende parte al reality show di Rai 2 Pechino Express, dove con Francisco Porcella forma la coppia de "I surfisti", classificandosi in quarta posizione. Nel 2020 torna su Canale 5 come concorrente del Grande Fratello Vip, per poi ritirarsi durante la puntata del 24 febbraio.
Nel 2021 pubblica il suo primo romanzo dal titolo Io non sono grigio, edito da Mondadori.

## Filmografia

### Cinema
- Uno su due, regia di Eugenio Cappuccio (2006)
- Albakiara - Il film, regia di Stefano Salvati (2008)
- Il papà di Giovanna, regia di Pupi Avati (2008)
- Piazza giochi, regia di Marco Costa (2010)
- Scusa ma ti voglio sposare, regia di Federico Moccia (2010)
- Una canzone per te, regia di Herbert Simone Paragnani (2010)
- Balla con noi, regia di Cinzia Bomoll (2011)
- Poker Generation, regia di Gianluca Minigotto (2012)
- Infernet, regia di Giuseppe Ferlito (2016)
- Dagli occhi dell'amore, regia di Adelmo Togliani (2019)
- La California, regia di Cinzia Bomoll (2022)

### Televisione
- Quo Vadis, Baby? – miniserie TV, episodio 1x02 (2008)
- L'ispettore Coliandro 3 – miniserie TV, 4 episodi (2009)
- R.I.S. 5 - Delitti imperfetti – serie TV, episodio 5x14 (2009)
- Il ritmo della vita, regia di Rossella Izzo – film TV (2010)
- Notte prima degli esami '82, regia di Elisabetta Marchetti – miniserie TV, 2 episodi (2011)
- Natale a 4 zampe, regia di Paolo Costella – film TV (2012)
- Un matrimonio, regia di Pupi Avati – miniserie TV (2013)
- Provaci ancora prof! – serie TV, 6 episodi (2013)
- Sacrificio d'amore – serie TV (2017-2018)

### Webseries
- The Last Day, regia di Marco Costa (2012)

### Videoclip
- Lampo di vita, Luca Carboni (2006)
- Com'è bella la sera, Benedetta Valanzano (2014)
- Blue Sky, Gemitaiz & MadMan (2014)
- Adiós, Fred De Palma (2017)

## Teatro
- La tempesta di William Shakespeare (2004)
- Romeo e Giulietta di William Shakespeare (2005)

## Programmi televisivi
- Ballando con le stelle 5 (2009) – concorrente
- L'isola dei famosi 10 (2015) – concorrente
- Celebrity Workout (TGcom24, 2016)
- Bella più di prima (La5, 2016) – coach
- Pechino Express - Avventura in Africa (2018) – concorrente
- Grande Fratello VIP 4 (2020) – concorrente

## Premi
- 2009 - Premio "Primavera del cinema italiano"
- 2010 - Oscar dei giovani[3]
- 2011 - Festival del cinema giovanile indipendente con il film Balla con noi
- 2016 - Premio come miglior attore per un ruolo drammatico per il film Infernet al Perugia Love Film Festival

## Pubblicazioni
- io non sono grigio, Romanzo ,editore Arnoldo Mondadori Editore (2021)